# Безсонов Володимир Матвійович
Володимир Матвійович Безсонов (? — ?) — радянський партійний діяч, секретар Одеського губернського і окружного комітетів КП(б)У. Член ЦК КП(б)У в 1925—1930 роках.

## Життєпис
Працював робітником-столяром в Одесі.
Член РСДРП(б) з лютого 1917 року.
У 1919 році очолював підпільний Залізничний комітет КП(б)У в Одесі.
До 1925 року — відповідальний секретар Ленінського районного комітету КП(б)У міста Одеси.
З 6 квітня по серпень 1925 року — відповідальний секретар Одеського губернського комітету КП(б)У.
У серпні 1925 — травні 1926 року — відповідальний секретар Одеського окружного комітету КП(б)У.
У листопаді 1926—1927 роках — відповідальний інструктор ЦК КП(б)У.
На 1927 рік — відповідальний секретар Жовтневого районного комітету КП(б)У міста Харкова.
Потім перебував на керівній радянській роботі.
На 1957 рік — персональний пенсіонер.